# Ann Shoemaker
Ann Shoemaker (nacida como Anne Dorothea Shoemaker; 10 de enero de 1891 – 18 de septiembre de 1978) fue una actriz estadounidense que apareció en más de 70 películas y series de televisión entre 1928 y 1976. Shoemaker interpretó a Sara Roosevelt, madre de Franklin D. Roosevelt, en la versión teatral y cinematográfica de Sunrise at Campobello.
Shoemaker se casó con el actor Henry Stephenson; La pareja tuvo una hija.[cita requerida]
Shoemaker apareció en varias obras de Broadway, incluyendo Half a Sixpence (1965), Sunrise at Campobello (1958), The Living Room (1954), Twilight Walk (1951), Dream Girl (1951), Woman Bites Dog (1946), The Rich Full Life (1945), Proof Thro' the Night (1942), Ah, Wilderness! (1941), Black Sheep (1932), The Silent Witness (1931), The Novice and the Duke (1929), Button, Button (1919), To-Night at 12 (1928), Speak Easy (1927), We All Do (1927), The Noose (1926), y The Great God Brown (1926).

## Filmografía
- Chance at Heaven (1933) - Mrs. Harris
- Cross Country Cruise (1934) - Mrs. O'Shaughnessy - Baby's Mother (sin acreditar)
- Dr. Monica (1934) - Mrs. Hazlitt
- Cheating Cheaters (1934) - Mrs. Grace Palmer
- The Woman in Red (1935) - Cora Furness (sin acreditar)
- A Dog of Flanders (1935) - Frau Ilse Cogez
- Stranded (1935) - Mrs. Tuthill
- Alice Adams (1935) - Mrs. Adams
- Sins of Man (1936) - Anna Engel
- Shall We Dance (1937) - Matrona
- They Won't Forget (1937) - Mrs. Mountford
- Stella Dallas (1937) - Miss Margaret Phillibrown
- The Life of the Party (1937) - Condesa Martos
- Romance of the Redwoods (1939) - Madre Manning
- Almost a Gentleman (1939) - Mrs. Thompson (sin acreditar)
- They All Come Out (1939) - Dra. Ellen Hollis
- Babes in Arms (1939) - Mrs. Barton
- The Farmer's Daughter (1940) - Mrs. Bingham
- Seventeen (1940) - Mary Baxter
- The Marines Fly High (1940) - Mrs. Hill
- Curtain Call (1940) - Mrs. Middleton
- An Angel from Texas (1940) - Addie Lou Coleman
- My Favorite Wife (1940) - Ma - madre de Nick
- Girl from Avenue A (1940) - Mrs. Maddox
- Strike Up the Band (1940) - Mrs. Connors
- Ellery Queen, Master Detective (1940) - Lydia Braun
- Scattergood Pulls the Strings (1941) - Mrs. Downs
- You'll Never Get Rich (1941) - Mrs. Barton
- Above Suspicion (1943) - Tía Ellen
- What a Woman (1943) - esposa de senador (sin acreditar)
- Man from Frisco (1944) - Martha Kennedy
- Mr. Winkle Goes to War (1944) - Martha Pettigrew, la madre de Jack (sin acreditar)
- Thirty Seconds Over Tokyo (1944) - Mrs. Parker
- What a Blonde (1945) - Mrs. DaFoe
- Conflict (1945) - Nora Grant
- Magic Town (1947) - Ma Peterman
- Sitting Pretty (1948) - Mrs. Ashcroft (sin acreditar)
- The Return of the Whistler (1948) - Mrs. Barkley
- Wallflower (1948) - Mrs. Dixie James
- A Woman's Secret (1949) - Mrs. Matthews
- Shockproof (1949) - Dra. Daniels (sin acreditar)
- The Reckless Moment (1949) - Mrs. Catherine Feller (sin acreditar)
- House by the River (1950) - Mrs. Ambrose
- Sunrise at Campobello (1960) - Sara Delano Roosevelt
- The Fortune Cookie (1966) - Sister Veronica